# Gräberfeld Ekornavallen

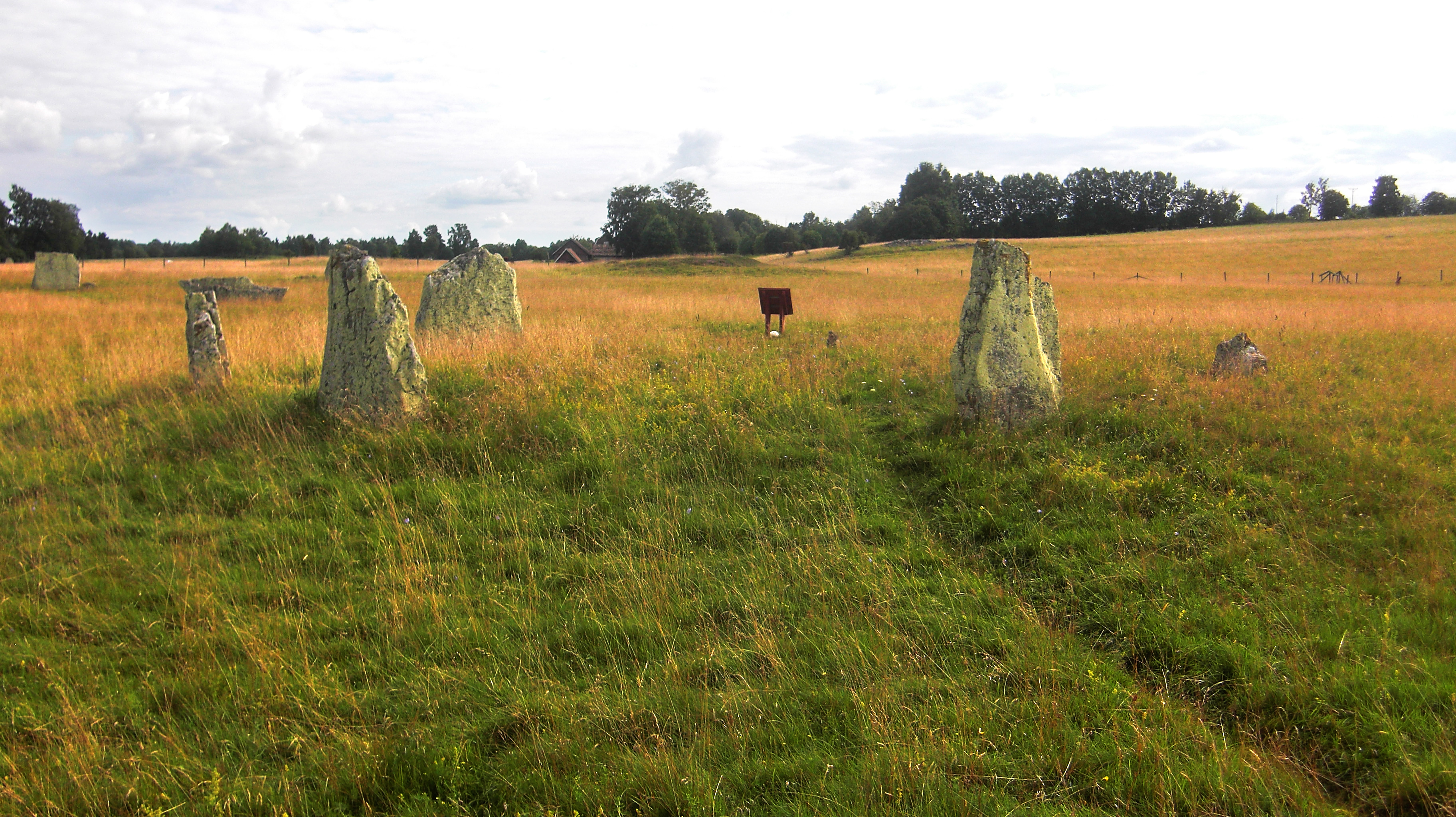
Domarring (Steinkreis)

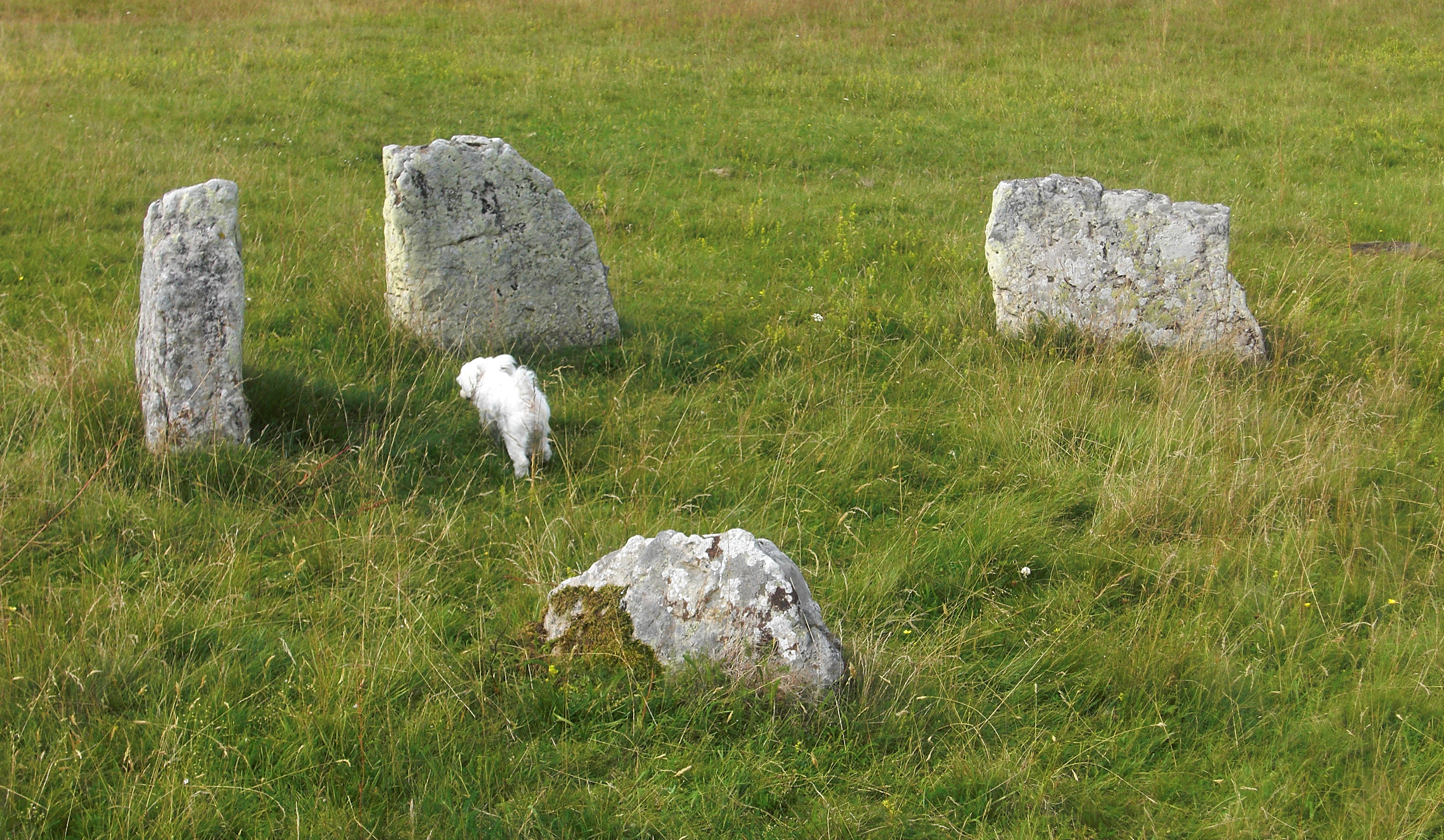
Domarring

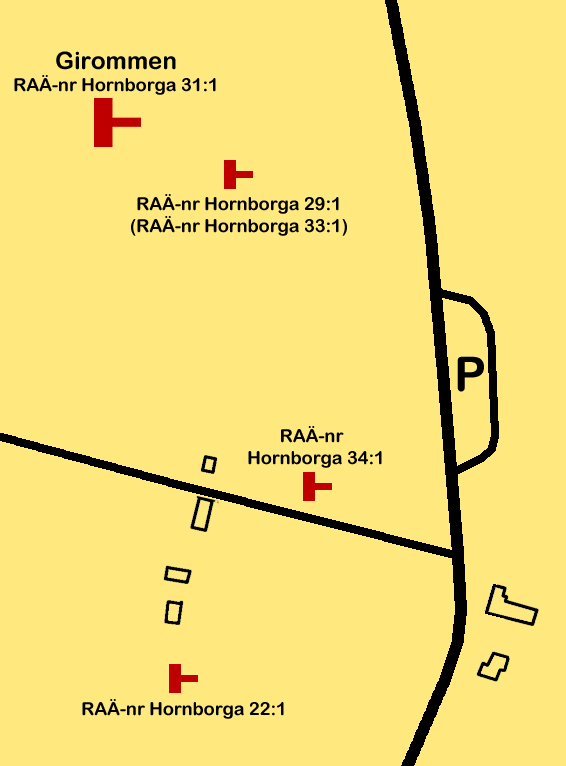
Lage der Ganggräber

Das Gräberfeld Ekornavallen liegt nördlich von Falköping zwischen Gudhem (deutsch „Götterheim“) und Varnhem, östlich des Hornborgasjön an der Straße von Torbjörntorp nach Broddetorp, westlich des Flusses, im Tal des Slafsan, in Schweden. Es bewahrt besonders Monumente aus der Stein- und Bronzezeit Schwedens. Viele Altertümer der Eisenzeit wurden allerdings bei der Urbarmachung in den 1890er Jahren zerstört. Das eingezäunte Gebiet des Gräberfeldes birgt aber immer noch eine Anhäufung von Altertümern in Västergötland.
Die ersten Bestattungen auf dem Ekornavallen erfolgten um 3.000 v. Chr. durch Angehörige der Trichterbecherkultur (TBK). Der Platz wurde in der Folge 4.000 Jahre lang von mehreren Kulturen als Gräberfeld benutzt.

## Jungsteinzeit
Aus dem Zeitraum zwischen 3000 und 2500 v. Chr. stammen die Ganggräber der Trichterbecherkultur (TBK), deren europaweit größte Anhäufung sich im Raum um Falköping befindet. Von den 375 Ganggräbern Schwedens liegen 290 in diesem Gebiet. Vier liegen auf dem Ekornavallen.

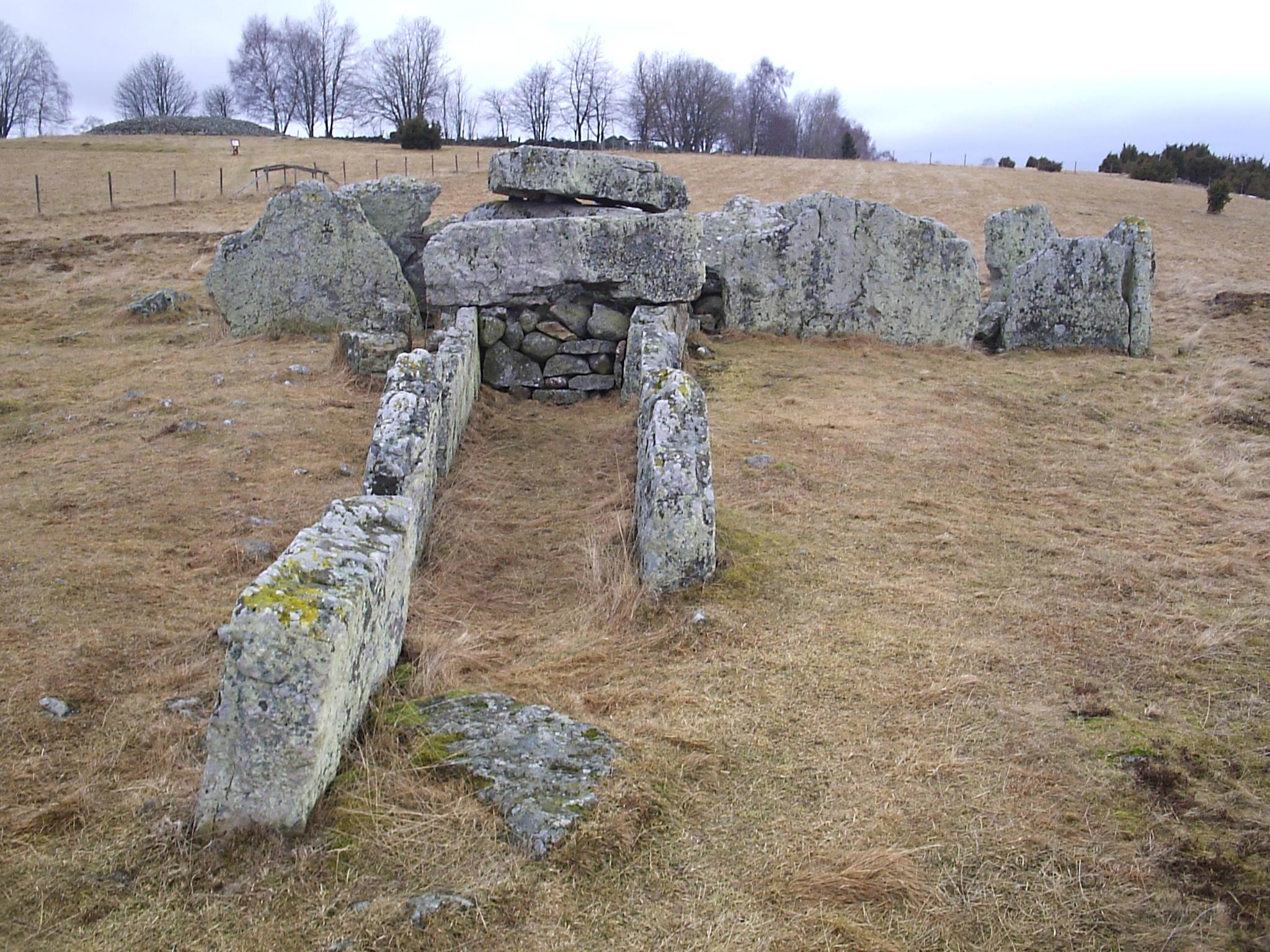
Blick auf den Gang des Ganggrabes „Girommen“

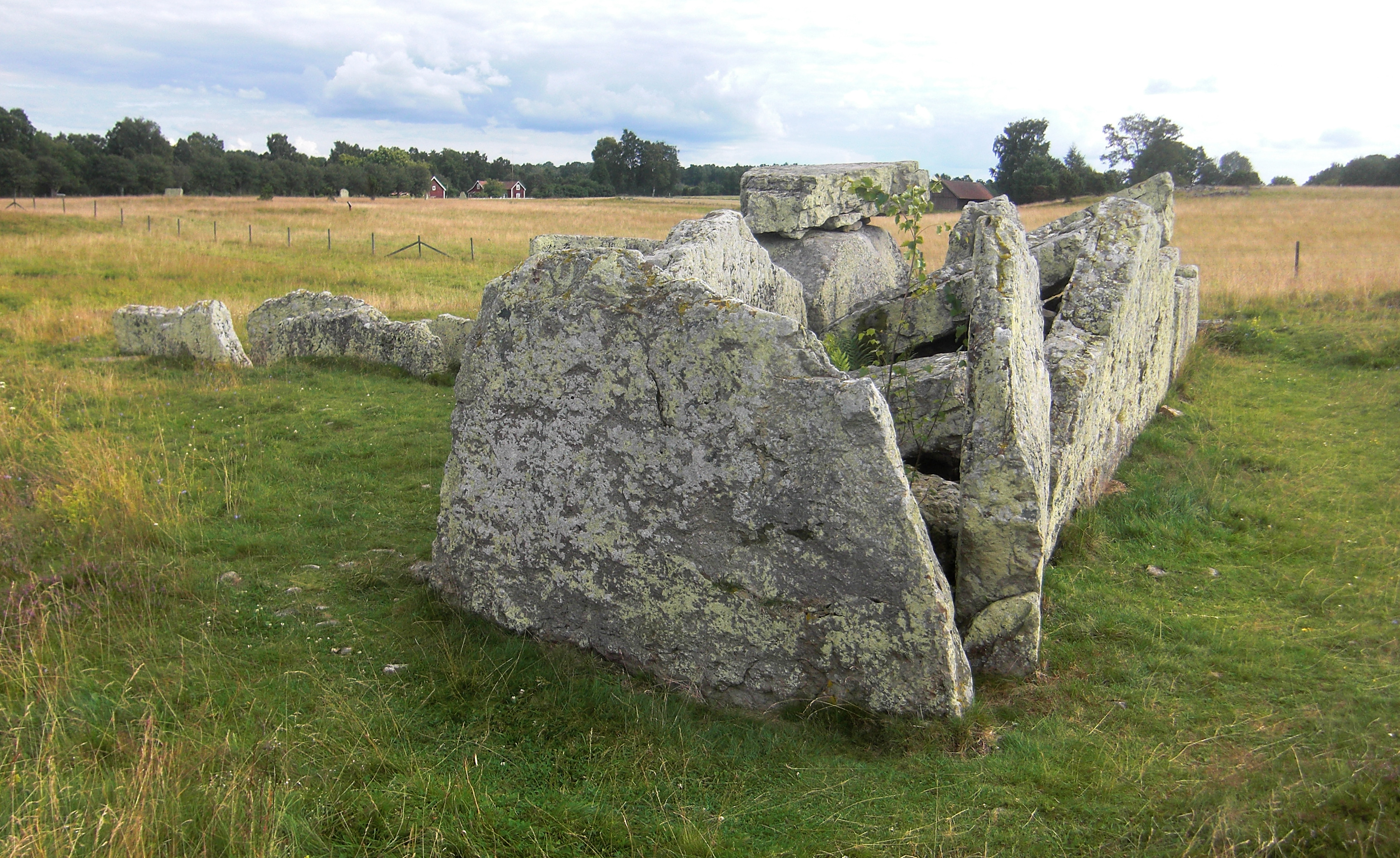
„Girommen“ von der Seite gesehen

### Girommen
Von dominierender Größe ist das vor langer Zeit beschädigte Ganggrab „Girommen“ (der Ofen der Riesin). Der Name geht auf eine lokale Sage zurück. Bei der Untersuchung fand man lediglich einen Steinmeißel, einige Bernsteinsplitter und verzierte Tonscherben. Ungewöhnlich reichhaltig waren dagegen die Funde im nahen Ganggrab von Rössberga. Nicht nur die Größe ist von Bedeutung, sondern auch, dass die Grabkammer exakt in nord-südlicher Richtung gebaut wurde und der Eingang exakt im Winkel von 90 Grad steht. Der Gang zeigt mit einer erstaunlichen Präzision zum Sonnenaufgang während der Sonnenwenden.
Um 2500 v. Chr. ging die Nachfolgekultur der TBK zur Steinkiste (schwed. Hällkista) als beherrschende Monumentform über. Der Zugang zu diesen rechteckigen Anlagen erfolgte durch eine Öffnung (Seelenloch) an der Schmalseite. In den in Schweden bis zu 14 Meter (Södra Härene) langen megalithischen Steinkisten, die teilweise abgetrennte Kammern enthielten, fanden sich Feuersteinmesser, steinerne Speer- und Pfeilspitzen, Bernsteinperlen und Keramik. Auf dem Gräberfeld Ekornavallen gibt es eine fünf Meter lange, von einer Steinsetzung umgebene Steinkiste.

## Bronzezeit
Charakteristisch für das zweite Jahrtausend v. Chr. sind große steinerne Grabhügel, so genannte Rösen unter denen sich eine kleine Art von Steinkisten findet. Die Röse auf dem Ekornavallen liegt fast an der höchsten Stelle des ansteigenden Geländes. Sie hat etwa 20 m Durchmesser und ist rund zwei Meter hoch. Ein äußerer Kreis aus großen, quer gelegten Steinblöcken sichert den Hügel aus kopfgroßen Steinen gegen Abrutschen. In der Bronzezeit erhielten viele ältere Monumente Schälchen.

## Eisenzeit

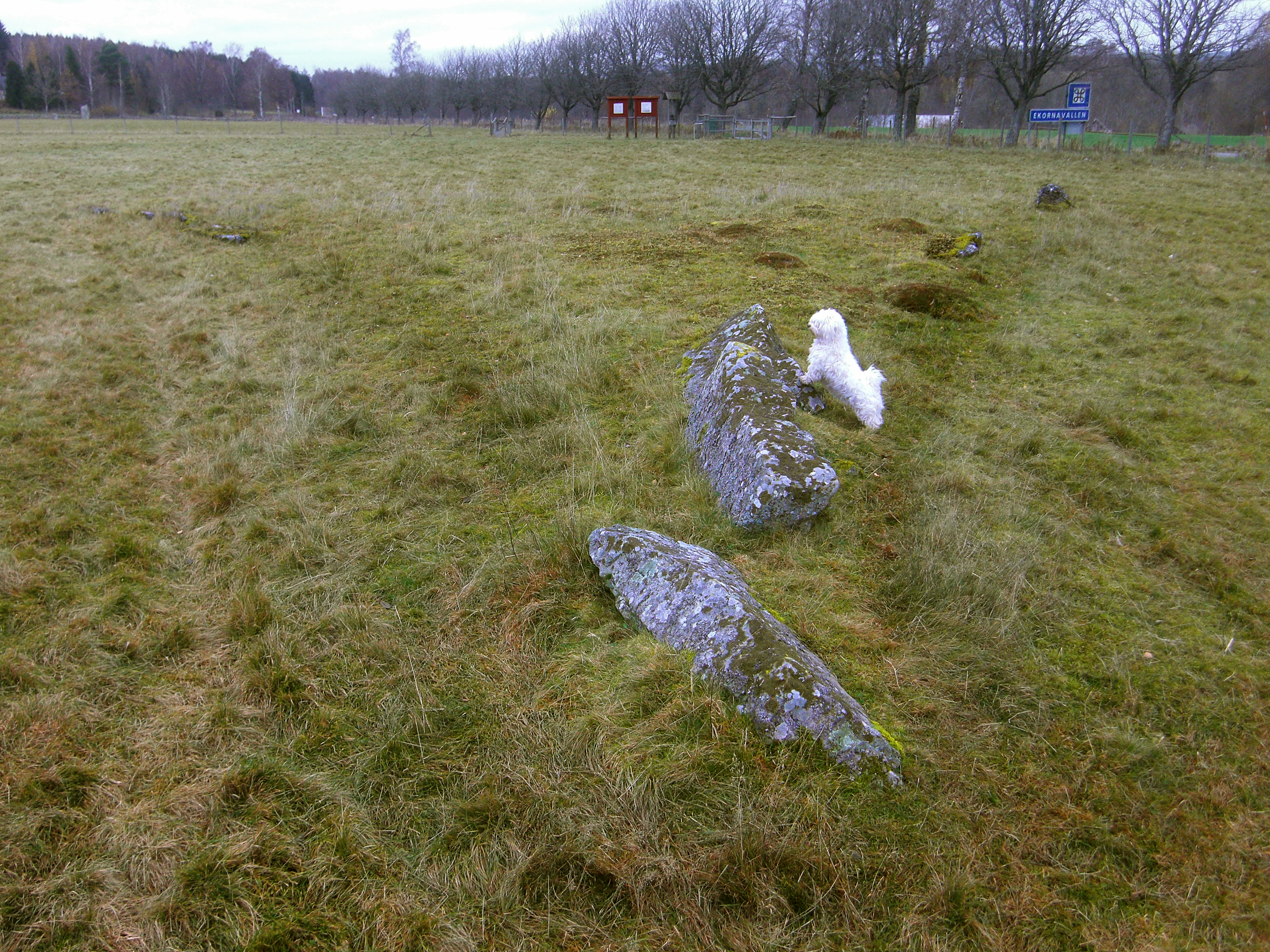
Im Gelände kaum erkennbarer Treudd

Weniger monumental sind die zwischen 500 v. und 500 n. Chr. errichten unterschiedlichen Nachlässe der Eisenzeit. Es handelt sich um als Solitär errichtete Bautasteine, sowie um Monolithe, die in Steinreihen oder Kreisen (Domarringar – deutsch „Richterringe“) oder Treuddar angeordnet sind. Auf dem Ekornavallen gibt es zwei recht kleine Richterringe. Im Innern solcher Kreise befanden sich in der Regel Brandgräber aus der Zeitstufe nach der Zeitenwende. Die zwölf Steine des Alignements wurden ziemlich genau auf einer Nord-Süd-Achse aufgestellt. Außerdem findet man auf dem Ekornavallen sieben Steinsetzungen aus der Eisenzeit, davon eine in Dreieckform, die aus der ausgehenden Eisenzeit stammt.

## Mittelalter
Um 1100 hielt der Magistrat Versammlungen ab und sprach Recht in einem Ort ab, der in Dokumenten des 13. Jahrhunderts als „Lincornae Wall(i)um“ bezeichnet wird. Dies wird allgemein als frühe Schreibform von Ekornavallen angesehen. Es war üblich, dass bedeutende historische Stätten auch noch in den Jahrhunderten bis zur hier spät erfolgten Christianisierung als Versammlungsorte dienten.
Obwohl einige Anlagen restauriert wurden, wurden am Ekornavallen bisher keine bedeutenden Ausgrabungen vorgenommen, so dass doch noch Reste eines Dorfes, Grabbeigaben oder andere Gegenstände gefunden werden können.